# 2012年スペイングランプリ
2012年スペイングランプリは、2012年F1世界選手権第5戦として、2012年5月13日にカタロニア・サーキットで開催された。正式名称はFORMULA 1 GRAN PREMIO DE ESPAÑA SANTANDER 2012。

## 予選
Q3でトップタイムを記録したハミルトンであったが、予選終了から4時間半後、予選結果から除外が発表された。
ハミルトンは最後のアタックの後、提出が義務付けられている1リットルの燃料サンプルを残すためにターン8でマシンを止めた。
これが規定違反とみなされ、予選結果から除外されたが、最後尾からの決勝レース参加は許可された。
代わってポールポジションに立ったのがウィリアムズのマルドナド。
F1参戦2年目で初のポールポジション獲得となった。
2番手にはフェラーリのアロンソ。
マシンパフォーマンスに開幕から苦しんでいたアロンソが、アップデートを施して臨んだヨーロッパラウンド開幕戦で速さを見せた。
Q3常連組のバトン、ウェバーはQ2敗退となった。
トップから1秒以内に12台がひしめく厳しい予選Q2セッションであった。

### 結果
| 順位                                  | No. | ドライバー                 | チーム                         | Q1       | Q2       | Q3       | グリッド |
| ------------------------------------- | --- | -------------------------- | ------------------------------ | -------- | -------- | -------- | -------- |
| 1                                     | 18  | パストール・マルドナド     | ウィリアムズ・ルノー           | 1:23.380 | 1:22.105 | 1:22.285 | 1        |
| 2                                     | 5   | フェルナンド・アロンソ     | フェラーリ                     | 1:23.276 | 1:22.862 | 1:22.302 | 2        |
| 3                                     | 10  | ロマン・グロージャン       | ロータス-ルノー                | 1:23.248 | 1:22.667 | 1:22.424 | 3        |
| 4                                     | 9   | キミ・ライコネン           | ロータス-ルノー                | 1:23.406 | 1:22.856 | 1:22.487 | 4        |
| 5                                     | 15  | セルジオ・ペレス           | ザウバー-フェラーリ            | 1:24.261 | 1:22.773 | 1:22.533 | 5        |
| 6                                     | 8   | ニコ・ロズベルグ           | メルセデス                     | 1:23.370 | 1:22.882 | 1:23.005 | 6        |
| 7                                     | 1   | セバスチャン・ベッテル     | レッドブル-ルノー              | 1:23.850 | 1:22.884 |          | 7        |
| 8                                     | 7   | ミハエル・シューマッハ     | メルセデス                     | 1:23.757 | 1:22.904 |          | 8        |
| 9                                     | 14  | 小林可夢偉                 | ザウバー-フェラーリ            | 1:23.386 | 1:22.897 |          | 9        |
| 10                                    | 3   | ジェンソン・バトン         | マクラーレン・メルセデス       | 1:23.510 | 1:22.944 |          | 10       |
| 11                                    | 2   | マーク・ウェバー           | レッドブル-ルノー              | 1:23.592 | 1:22.977 |          | 11       |
| 12                                    | 11  | ポール・ディ・レスタ       | フォースインディア・メルセデス | 1:23.852 | 1:23.125 |          | 12       |
| 13                                    | 12  | ニコ・ヒュルケンベルグ     | フォースインディア・メルセデス | 1:23.720 | 1:23.177 |          | 13       |
| 14                                    | 17  | ジャン＝エリック・ベルニュ | トロ・ロッソ・フェラーリ       | 1:24.362 | 1:23.265 |          | 14       |
| 15                                    | 16  | ダニエル・リチャルド       | トロ・ロッソ・フェラーリ       | 1:23.906 | 1:23.442 |          | 15       |
| 16                                    | 6   | フェリペ・マッサ           | フェラーリ                     | 1:23.886 | 1:23.444 |          | 16       |
| 17                                    | 19  | ブルーノ・セナ             | ウィリアムズ・ルノー           | 1:24.981 |          |          | 17       |
| 18                                    | 21  | ヴィタリー・ペトロフ       | ケータハム・ルノー             | 1:25.277 |          |          | 18       |
| 19                                    | 20  | ヘイキ・コバライネン       | ケータハム・ルノー             | 1:25.507 |          |          | 19       |
| 20                                    | 25  | シャルル・ピック           | マルシャ・コスワース           | 1:26.582 |          |          | 20       |
| 21                                    | 24  | ティモ・グロック           | マルシャ・コスワース           | 1:27.032 |          |          | 21       |
| 22                                    | 22  | ペドロ・デ・ラ・ロサ       | HRT・コスワース                | 1:27.555 |          |          | 22       |
| DSQ                                   | 4   | ルイス・ハミルトン         | マクラーレン・メルセデス       | 1:22.583 | 1:22.465 | 1:21.707 | 241      |
| 予選通過タイム: 1:28.363 (107%ルール) |     |                            |                                |          |          |          |          |
| 23                                    | 23  | ナレイン・カーティケヤン   | HRT・コスワース                | 1:31.122 |          |          | 232      |

追記
^1 - ハミルトンは燃料不足により自力でピットレーンに戻ることができなかったため、予選結果から除外
^2 — カーティケヤンは107%の基準タイムに届かなかったが、スチュワードの判断により決勝レースへの出走が認められた

## 決勝

### 展開
前日の予選から5℃以上低い気温22℃、路面温度33℃でのレーススタート。2番手スタートのアロンソが好スタートを切り、ポールポジションのマルドナドを1コーナーで交わした。1周目を終えた順位はアロンソ、マルドナド、ライコネン、ロズベルグ、グロージャン、シューマッハ、ベッテル。
1回目のピットストップは7周目のベッテルから。ピットストップのタイミングの違いで車順が大きく入れ替わる中、13周目にシューマッハがセナに1コーナーで追突。これによりシューマッハは次戦で5グリット降格のペナルティを受けた。
先頭アロンソ、2番手マルドナド、その差1.4秒で迎えた24周目。この周の終わりで先に2回目のピットストップを行ったのはマルドナド。アロンソは26周目でバックマーカーにつかまりタイムロス。その周の終わりでピット作業を終えたがマルドナドはアウトラップ(25周目)のセクター2,3で全体ベストのタイム、26周目ではファステストラップをマークしておりアロンソがコースに戻った時にはマルドナドの6秒後方であった。
アンダーカットを成功させて先頭に躍り出たマルドナドは41周目に最後のピットストップ。アロンソは44周目までタイヤ交換を遅らせ、終盤マルドナドのタイヤが厳しくなることに賭けたが、逆にラスト7周というところでリアタイヤのグリップが突然低下して万事休した。最後には3番手のライコネンにも1秒以内にまで迫られたが、なんとか2位を死守した。
マルドナドは初優勝をポールトゥウィンで飾った。表彰台ではアロンソ、ライコネンの2人のワールドチャンピオンに担がれるなどの祝福を受けた。ウィリアムズにとっては実に8年ぶりの勝利で、フランク・ウィリアムズの70歳の誕生パーティーが開催された週末で、最高の誕生日プレゼントとなったが、レースから約90分後の祝賀中、そのウィリアムズのピットにおいて燃料引火による火災が発生。負傷者約30名とデータを収めたコンピューターの類が全焼する被害を蒙り、他チームから借用するハメになるなど暗い影を落とした。

### 結果
| 順位 | No. | ドライバー                 | チーム                         | 周回数 | タイム / リタイア | グリッド | ポイント |
| ---- | --- | -------------------------- | ------------------------------ | ------ | ----------------- | -------- | -------- |
| 1    | 18  | パストール・マルドナド     | ウィリアムズ・ルノー           | 66     | 1:39:09.145       | 1        | 25       |
| 2    | 5   | フェルナンド・アロンソ     | フェラーリ                     | 66     | +3.195            | 2        | 18       |
| 3    | 9   | キミ・ライコネン           | ロータス-ルノー                | 66     | +3.884            | 4        | 15       |
| 4    | 10  | ロマン・グロージャン       | ロータス-ルノー                | 66     | +14.799           | 3        | 12       |
| 5    | 14  | 小林可夢偉                 | ザウバー-フェラーリ            | 66     | +1:04.641         | 9        | 10       |
| 6    | 1   | セバスチャン・ベッテル     | レッドブル-ルノー              | 66     | +1:07.576         | 7        | 8        |
| 7    | 8   | ニコ・ロズベルグ           | メルセデス                     | 66     | +1:17.919         | 6        | 6        |
| 8    | 4   | ルイス・ハミルトン         | マクラーレン・メルセデス       | 66     | +1:18.140         | 24       | 4        |
| 9    | 3   | ジェンソン・バトン         | マクラーレン・メルセデス       | 66     | +1:25.246         | 10       | 2        |
| 10   | 12  | ニコ・ヒュルケンベルグ     | フォースインディア・メルセデス | 65     | +1 Lap            | 13       | 1        |
| 11   | 2   | マーク・ウェバー           | レッドブル-ルノー              | 65     | +1 Lap            | 11       |          |
| 12   | 17  | ジャン＝エリック・ベルニュ | トロ・ロッソ・フェラーリ       | 65     | +1 Lap            | 14       |          |
| 13   | 16  | ダニエル・リチャルド       | トロ・ロッソ・フェラーリ       | 65     | +1 Lap            | 15       |          |
| 14   | 11  | ポール・ディ・レスタ       | フォースインディア・メルセデス | 65     | +1 Lap            | 12       |          |
| 15   | 6   | フェリペ・マッサ           | フェラーリ                     | 65     | +1 Lap            | 16       |          |
| 16   | 20  | ヘイキ・コバライネン       | ケータハム・ルノー             | 65     | +1 Lap            | 19       |          |
| 17   | 21  | ヴィタリー・ペトロフ       | ケータハム・ルノー             | 65     | +1 Lap            | 18       |          |
| 18   | 24  | ティモ・グロック           | マルシャ・コスワース           | 64     | +2 Laps           | 21       |          |
| 19   | 22  | ペドロ・デ・ラ・ロサ       | HRT・コスワース                | 63     | +3 Laps           | 22       |          |
| Ret  | 15  | セルジオ・ペレス           | ザウバー-フェラーリ            | 37     | ギアボックス      | 5        |          |
| Ret  | 25  | シャルル・ピック           | マルシャ・コスワース           | 35     | ドライブシャフト  | 20       |          |
| Ret  | 23  | ナレイン・カーティケヤン   | HRT・コスワース                | 22     | ホイール          | 23       |          |
| Ret  | 19  | ブルーノ・セナ             | ウィリアムズ・ルノー           | 12     | 接触              | 17       |          |
| Ret  | 7   | ミハエル・シューマッハ     | メルセデス                     | 12     | 接触              | 8        |          |
| 脚注 |     |                            |                                |        |                   |          |          |

## 第5戦終了時点でのランキング
| 順位 | ドライバー             | ポイント |
| ---- | ---------------------- | -------- |
| 1    | セバスチャン・ベッテル | 61       |
| 2    | フェルナンド・アロンソ | 61       |
| 3    | ルイス・ハミルトン     | 53       |
| 4    | キミ・ライコネン       | 49       |
| 5    | マーク・ウェバー       | 48       |

| 順位 | コンストラクター         | ポイント |
| ---- | ------------------------ | -------- |
| 1    | レッドブル・ルノー       | 109      |
| 2    | マクラーレン・メルセデス | 98       |
| 3    | ロータス・ルノー         | 84       |
| 4    | フェラーリ               | 63       |
| 5    | メルセデス               | 43       |

- 注：ドライバー、コンストラクター共にトップ5のみ表示。